# Гилкрист (округ)
Ги́лкрист (англ. Gilchrist county) — округ штата Флорида Соединённых Штатов Америки. На 2000 год в нем проживал 14 437 человек. По оценке бюро переписи населения США в 2005 году население округа составляло 16 402 человека. Окружным центром является город Трентон. Округ Гилкрист остается аграрным районом и до сих пор хранит в себе очарование «старого юга», в отличие от южных районов Флориды. Округ больше похож на Алабаму или Джорджию, чем на бо́льшую часть Флориды.

## История
Округ Гилкрист является самым молодым округом во Флориде. Он был сформирован в 1925 году. Он был назван в четь Альберта Гилкриста, губернатора Флориды с 1909 по 1913 года.